# X-Smiles
X-smiles (X-sonrisas) es un navegador experimental XML programado en Java, lo que significa que puede utilizarse en una amplia gama de dispositivos y plataformas. Tiene una licencia de software libre liberal, basada en la licencia Apache, lo que le permite ser utilizado en otros proyectos open source, así como proyectos comerciales. Su objetivo es tanto para uso de escritorio como de dispositivos de red integrados y apoyo de servicios multimedia. La principal ventaja del navegador X-Smiles es que soporta varias especificaciones relacionadas con XML y es todavía adecuado para dispositivos incrustados que soporten el entorno Java.
Es compatible con muchos actuales idiomas (lenguajes) XML, incluyendo XHTML, CSS, SVG, XForms, SMIL, etc.

## Técnica

### Especificaciones compatibles
X-smiles soporta varias especificaciones relacionadas con XML:
- SMIL 2.0 Basic (parcialmente implementado)[1]
- SVG (benutzt CSIRIO)
- XHTML 2.0 (parcialmente implementado)
- XML Parsing (JAXP)
- XForms 2.0
- CSS
- CSS XML
- XSL (parcialmente implementado)
- X3D

### Otras características
- Videoconferencia utilizando SIP (parcialmente implementado)
- Autenticación XML
- Eventos XML
- ECMAScript (JavaScript)